# Paket (UML)
Ein Paket (package) ist ein Modellelement in der Unified Modeling Language (UML), einer Modellierungssprache für Software und andere Systeme.
Ein Paket fasst eine Menge von Modellelementen zu einer Gruppe zusammen und bildet einen Namensraum für sie. Pakete können andere Pakete als Unterpakete enthalten. Sie gliedern ein UML2-Modell analog zu Dateisystem-Verzeichnissen hierarchisch in eine Struktur, die der Verästelung eines Baums gleicht.
Ein Paket kann nicht nur in einem anderen Paket enthalten sein, sondern es kann auch andere Pakete importieren und mit anderen Paketen verschmelzen. Den ersten und zweiten Fall bezeichnet die UML als Paketimport (engl. package import), den dritten als Paketverschmelzung (engl. package merge). 

## Notation
Die beiden folgenden Abbildungen zeigen zwei Möglichkeiten für die Darstellung eines Pakets. Blaue Texte sind erläuternde Kommentare und gehören nicht zur Notation der UML2.

Darstellung eines Pakets mit dem Namen im Innern des Rechtecks

Darstellung eines Pakets mit dem Namen in der Lasche oberhalb des Rechtecks

Mit Hilfe der UML2-Notation kann man auch darstellen, dass Elemente zu einem Paket gehören. Hier sind zwei mögliche Darstellungsformen:

Darstellung eines Pakets mit drei Elementen innerhalb des Rechtecks

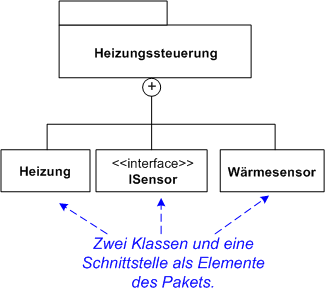
Darstellung eines Pakets mit drei Elementen außerhalb des Rechtecks